# 가우디야 비슈누파
가우디야 비슈누파(Gaudiya Vaishnavism)는 차이타냐 비슈누파 또는 하레 크리슈나로 알려진 종교운동으로 차이타냐 마하프바부(1486–1534)가 16세기에 인도(가우다 지역: 현재는 벵골, 방글라데시)에서 확립하였다. 종교적 원리는 바가바드 기타와 바가바드 푸라나를 주된 기본으로 삼고 푸라나 경전들과 이샤 우파니샤드, 고팔라 타파니 우파니샤드, 칼리 산따라나 우파니샤드 이샤 우파니샤드, 고팔라 타파니 우파니샤드, 칼리 산타라나 우파니샤드와 같은 우파니샤드들에도 근거한다. 가우디야 비슈누파는 라다와 크리슈나를 향한 헌신적인 봉헌 바크티에 초점을 두고 있으며 라다와 크리슈나의 신성한 여러 화신들을 사바얌 바가반 즉 절대주님의 여러 형상으로 받아들인다. 가장 널리 알려진 숭배의 방법으로 라다와 크리슈나의 신성한 이름 "하레", "크리슈나", "라마"를 구송하는 것이고 하레 크리슈나 만트라가 가장 일반적이다. 이런 만트라 구송을 키르탄이라고 한다. 이 종교운동을 브라흐마-마다바-가우디야 삼프라다야라고도 부르는데 이것은 영적 스승인 구루로 계승하는 전통적인 기원(구루의 첫 기원은 브라흐마에 근거한다. 가우디야 비슈누파는 여러 형상의 비슈누를 절대주인 아디푸르샤의 확장된 화신들로 보기 때문에 일신교로 분류된다.

## 생명체
가우디야 비슈누파 철학에 따르면 의식은 물질의 결과물이 아니라 영호의 징후라고 여긴다(이것은 모든 정신적 철학과 전통에서 공통적으로 인식하는 것이다) 모든 생명체(지바, Jivas)는 현재의 몸과 구별되다 – 영혼의 특성은 영원하고 불변하며 어느 특정한 시작과 끝이 없고 파괴되지도 않는다. 영혼은 환영의 세계(마야, Maya)에 사로잡혀 이 행성에서 혹은 다른 세계에서 카르마의 법칙과 개인적 욕망에 따라 다양한 종류(8,400,000개)의 생명으로 계속해서 출생을 반복한다. 이것은 힌두 전체의 믿음인 윤회 개념과 일치한다.
윤회에서 벗어나기 위해서는 다양한 요가 방식으로 가능하지만, 가우디야 비슈누파에서는 출생의 반복에서 해방되는 것보다 순수한 바크티, 혹은 주님을 향한 순수한 사랑이 궁극적인 목적으로 본다.

## 절대인격( 주 主 )
가우디야 비슈누파 신자들은 주主는 여러 형상과 이름을 지니고 있으나 “모두 매력적인 분”이 주의 모든 양상–전지전능하고, 최고로 자비롭고 사랑하는-을 다 포함하므로 “크리슈나”가 가장 최고의 이름이라고 본다. 주는 영원하고, 지식으로 가득하며 동시에 어디에나 있고, 가장 강력하며 가장 매력적인 절대인격으로 숭배한다. 알라나 여호와 같이 다른 종교에서 불리는 주의 이름들도 똑같은 절대인격의 진정한 칭호로 인정한다. 가우디야 비슈누파의 특징적인 양상의 하나는 크리슈나를 모든 신들의 근원으로 숭배한다는 점이다. 이것은 바가바타 푸라나의 인용문에 근거하는데 “크리산 투 바가반 사바얌”, “크리시나가 최고인격신의 근원이다.” 그리고 바가바드 기타에서 아르주나가 크리슈나에게 하는 말에 근거한다.“당신이 최고 인격신이시며 궁극적 거처요, 가장 순결한 절대 진리이다. 당신은 영원하고, 초월적이며, 원초적 인간이시며, 태어나지도 않으셨고, 가장 위대하십니다. 나라다, 아시타, 데발라, 비야사 같은 모든 위대한 리쉬들이 당신에 대한 진실을 입증했고 지금, 당신 스스로가 저에게 공표하고 계십니다.”
크리슈나는 다른 곳에서도 “모든 생명체의 씨앗을 주시는 아버지”로 서술되어 있고 가우디야 전통에서는 글자 그대로 크리슈나를 “우주를 유지하는 에너지”로 숭배한다.

## 바크티 요가
봉헌적인 삶의 과정의 실행을 바크티 혹은 바크티 요가라 한다. 바크티 요가의 두 가지 주요 원칙은 바이디 바크티로 규칙과 규정(사다나, sadhana)을 통한 헌신적 봉사와 라가누가 바크티로 이것은 좀 더 높은 경지의 자발적인 봉헌으로 자신이 선택한 크리슈나 혹은 크리슈나의 확장된 형상들이나 화신들의 이시타-데바를 사심 없이 즐겁게해 드리는 것을 목적으로 한다. 바이디-바크티를 행함은 라가누가-사다나를 행할 자격을 갖추도록 크리슈나를 향한 사랑을 발전시키는 과정이다. 바이디와 라가누가 바크티 모두 크리슈나의 이름을 구송하거나 노래하는데 기반을 두고 있다. 바이디-바크티의 목적은 디보티들을 라가누가 단계로 향상시키는데 있고 일반적으로 시간이 많이 든다. 식사스타카(Siksastaka) 기도문 안에는 차이타냐가 바크티 요가의 과정을 먼지가 있는 더러운 곳을 정화한다는 것에 빗대어 우리의 의식도 정화가 필요하다고 적혀있다. 이 정화는 라다와 크리슈나의 이름을 구송하고 노래함으로써 큰 효과를 볼 수 있다. 특히 하레 크리슈나 만트라는 실행자들이 매일 실천하는데 하루에 몇 시간 동안이나 할 때도 있다. 이 전통에서 유명한 예로는 차이타냐 마하프라부의 가까운 동반자였던 하리다사 타쿠르는 매일 30만번 주님의 이름을 불렀다고 한다.

## 규정식과 삶의 방식
가우디야 바이시나바들은 모든 종류의 동물들의 고기와 생선, 계란을 삼가고 락토 베지테리안 식사를 한다. 양파와 마늘도 피하는데 이것은 많이 섭취하면 타마식(tamasic) 형태의 의식을 조장한다고 믿기 때문이다.
모든 종류의 음식은 먼저 크리슈나에게 바치고 나머지를 프라사담(prasadam)으로 먹는다. 이는 바가바드 기타에서 크리슈나가 한 말에 근거한다.
사랑과 헌신으로 나에게 잎 하나, 꽃 한 송이, 과일 혹은 물을 바치면 받아들이겠노라 (9.26)
주님의 디보티들은 먼저 제물로 바쳐진 음식들을 먹기 때문에 모든 종류의 죄악으로부터 벗어난다. 개인적 감관 만족을 위해 요리를 준비하는 다른 자들은 진정으로 오직 죄를 먹을 뿐이다.(3.13)
삶의 방식은 실행자들에 따라 다르겠지만 정통 바이시나바들은 어떤 종류의 환각제나 중독성 있는 것들을 피하고 결혼 내에서만의 성관계를 허용하고 종종 그 목적도 오직 생식을 위해서이다. 가우디야 바이시나바들의 상당수가 인생의 적어도 얼마간을 승려(브라마차리아brahmacharya)로 살 것이며 나이가 든 구루들의 대부분은 50살이 지나면 유행기(산야사sannyasa)로 살 것이다.

## 이념적 출처
가우디야 바이시나바의 신학 이론은 지바 고스와미(Jiva Goswami)의 삿-산드라바스(Sat-sandarbhas)에 주님의 다양한 양상에 대한 정교한 여섯 논문이 두드러지게 상세히 설명되어 있다. 다른 두드러진 가우디야 바이시나바 신학자로는 그의 삼촌 루파 고스와미(Rupa Gosvami)인데 스리 바크티-라삼르타-신두의 저자이고 사나타나 고스와미는 하리-바크띠-빌라사를 저술했고, 비스바나타 차크라바르티는 스리 차맛카라-찬드리카의 저자이고, 발라데바 비댜부샤나는 베단타 수트라의 유명한 논평인 고빈다 바샤(Govinda Bhashya)의 저자이다.

## 같이 보기
- 크리슈나 의식국제협회
- 가우디야 마트(Gaudiya Math)